# Broich (Overath)
Broich ist ein Ortsteil von Overath im Rheinisch-Bergischen Kreis in Nordrhein-Westfalen, Deutschland.

## Lage und Beschreibung
Der Ortsteil Broich (gesprochen: Bruch) ist vom Zentrum Overaths über die Probsteier Straße (K 25) und den Ortsteil Cyriax zu erreichen. Die wenigen Einzelhäuser und landwirtschaftlichen Betriebe Broichs liegen nahe der weitgehend naturgeschützten Agger. An drei Seiten ist der Weiler von Waldbeständen umgeben. Eine Fußgängerbrücke führt zum Gut Eichthal mit einer Außenstelle des Rheinischen Amtes für Bodendenkmalpflege.

## Geschichte
Bei dem Ortsnamen handelt es sich um einen -bruch-Namen, bezeichnet also eine morastige, sumpfige Stelle. Er verweist auf die Lage des Wohnplatzes in der Aggeraue.
Die Topographia Ducatus Montani des Erich Philipp Ploennies, Blatt Amt Steinbach, belegt, dass der Wohnplatz bereits 1715 eine Hofstelle besaß, die als Bruch beschriftet ist. Der Ort war zu dieser Zeit Teil der Honschaft Heiliger im Kirchspiel Overath.
Der Ort ist auf der Topographischen Aufnahme der Rheinlande von 1817 ohne Namen verzeichnet. Die Preußische Uraufnahme von 1845 zeigt den Wohnplatz ebenfalls ohne Namen. Ab der Preußischen Neuaufnahme von 1892 ist der Ort auf Messtischblättern regelmäßig als Broich verzeichnet.
Der Ort gehörte nach dem Zusammenbruch der napoleonischen Administration und deren Ablösung zur Bürgermeisterei Overath im Kreis Mülheim am Rhein.  Für das Jahr 1830 werden für den als Brug bezeichneten Ort 16 Einwohner angegeben. Der 1845 laut der Uebersicht des Regierungs-Bezirks Cöln als Hof kategorisierte und als Broich bezeichnete Ort besaß zu dieser Zeit drei Wohngebäude mit 26 Einwohnern, alle katholischen Bekenntnisses. Die Gemeinde- und Gutbezirksstatistik der Rheinprovinz führt Broich 1871 mit acht Wohnhäusern und 36 Einwohnern auf. Im Gemeindelexikon für die Provinz Rheinland von 1888 werden für Broich acht Wohnhäuser mit 28 Einwohnern angegeben. 1895 besitzt der Ort sechs Wohnhäuser mit 32 Einwohnern, 1905 werden vier Wohnhäuser und 17 Einwohner angegeben.

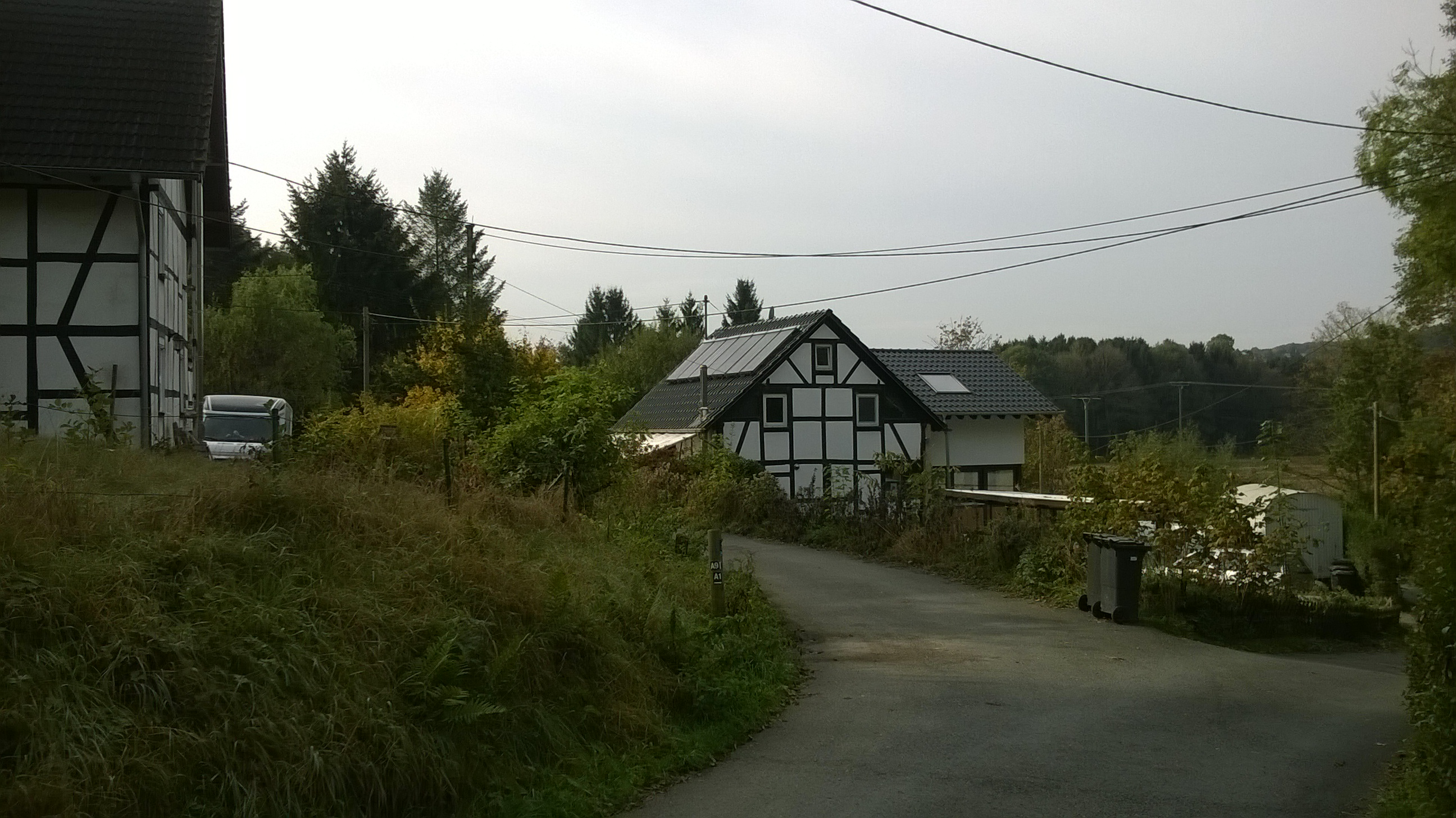
Broich
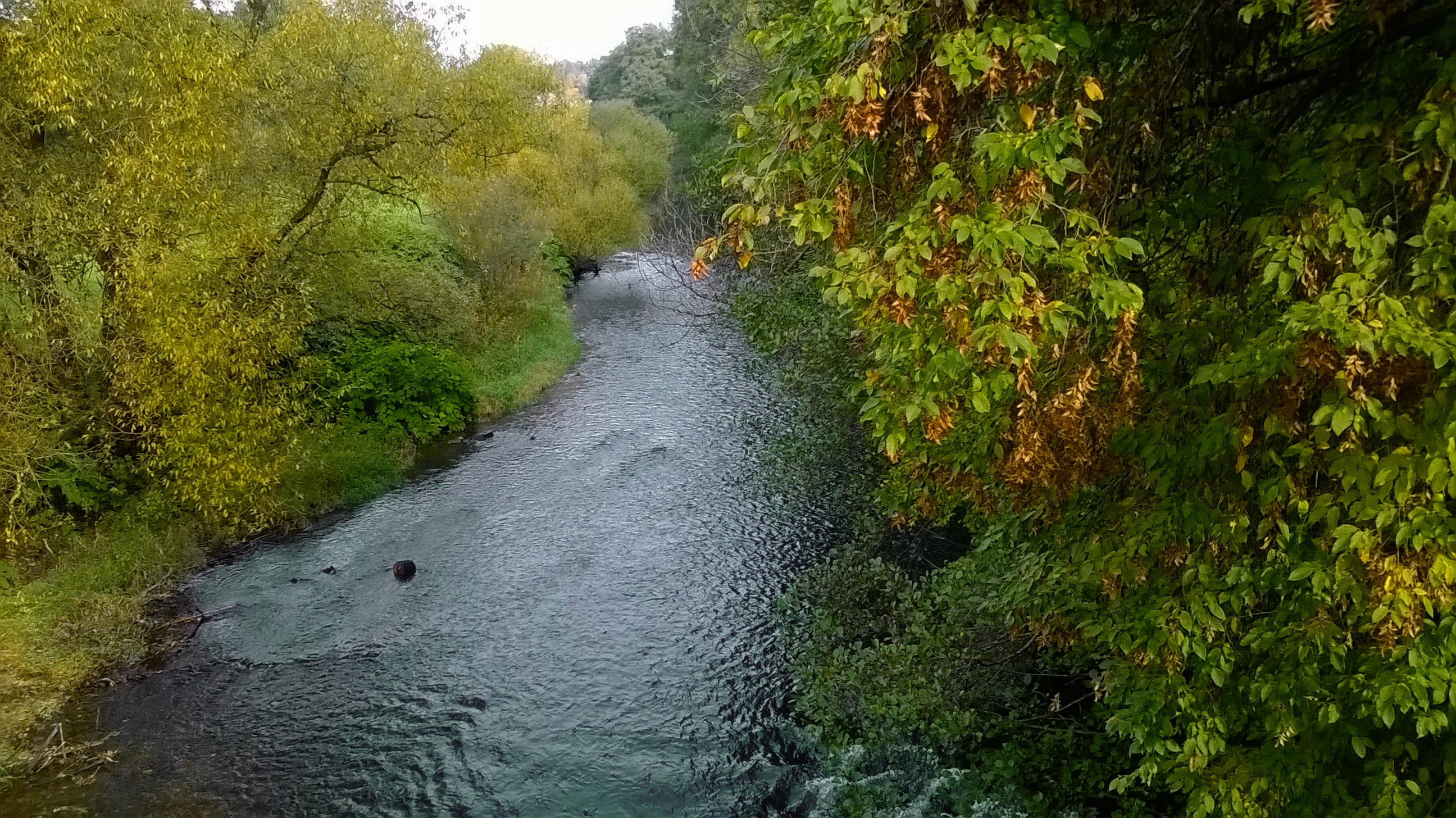
Agger
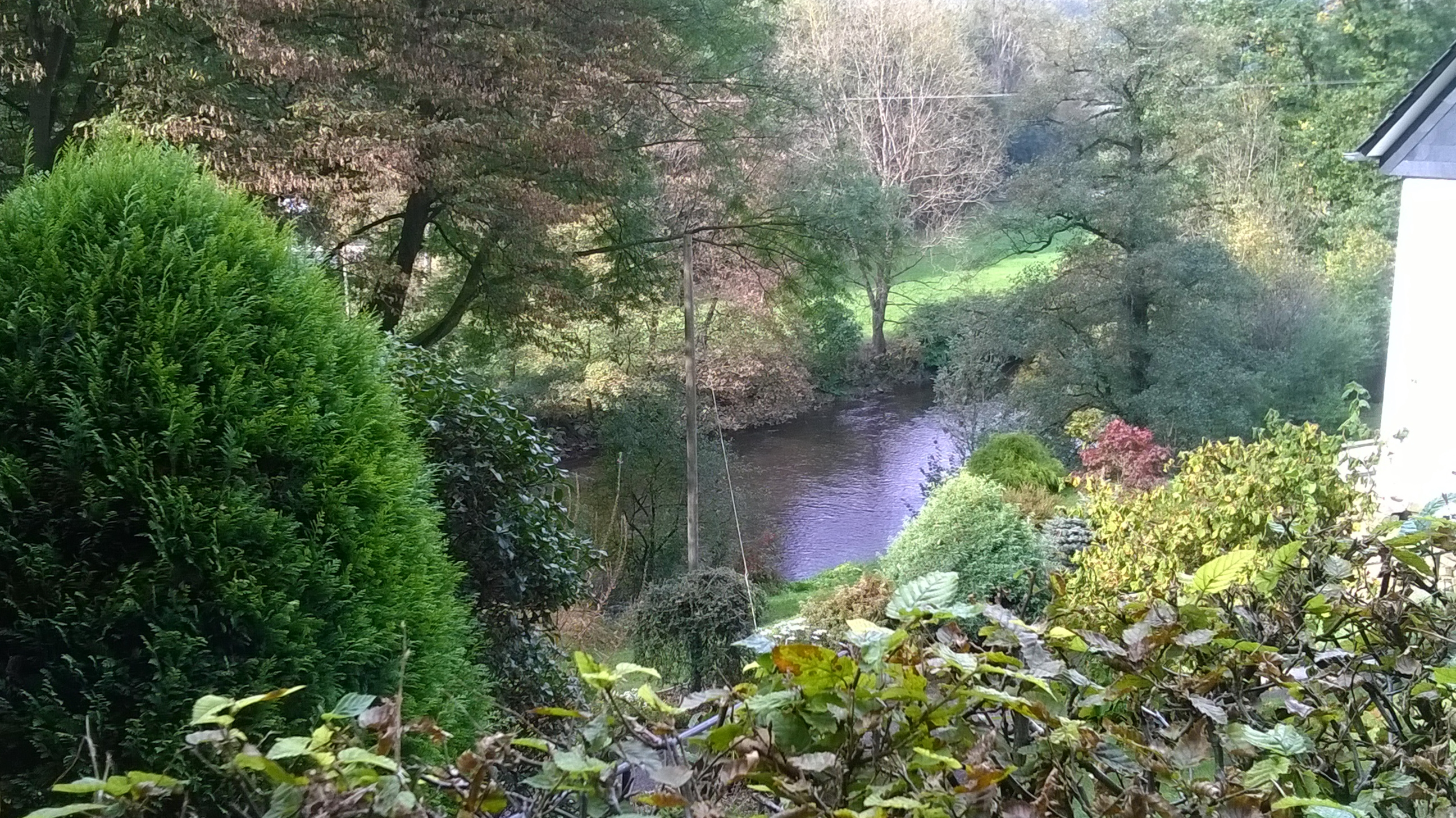
Agger unterhalb Broich
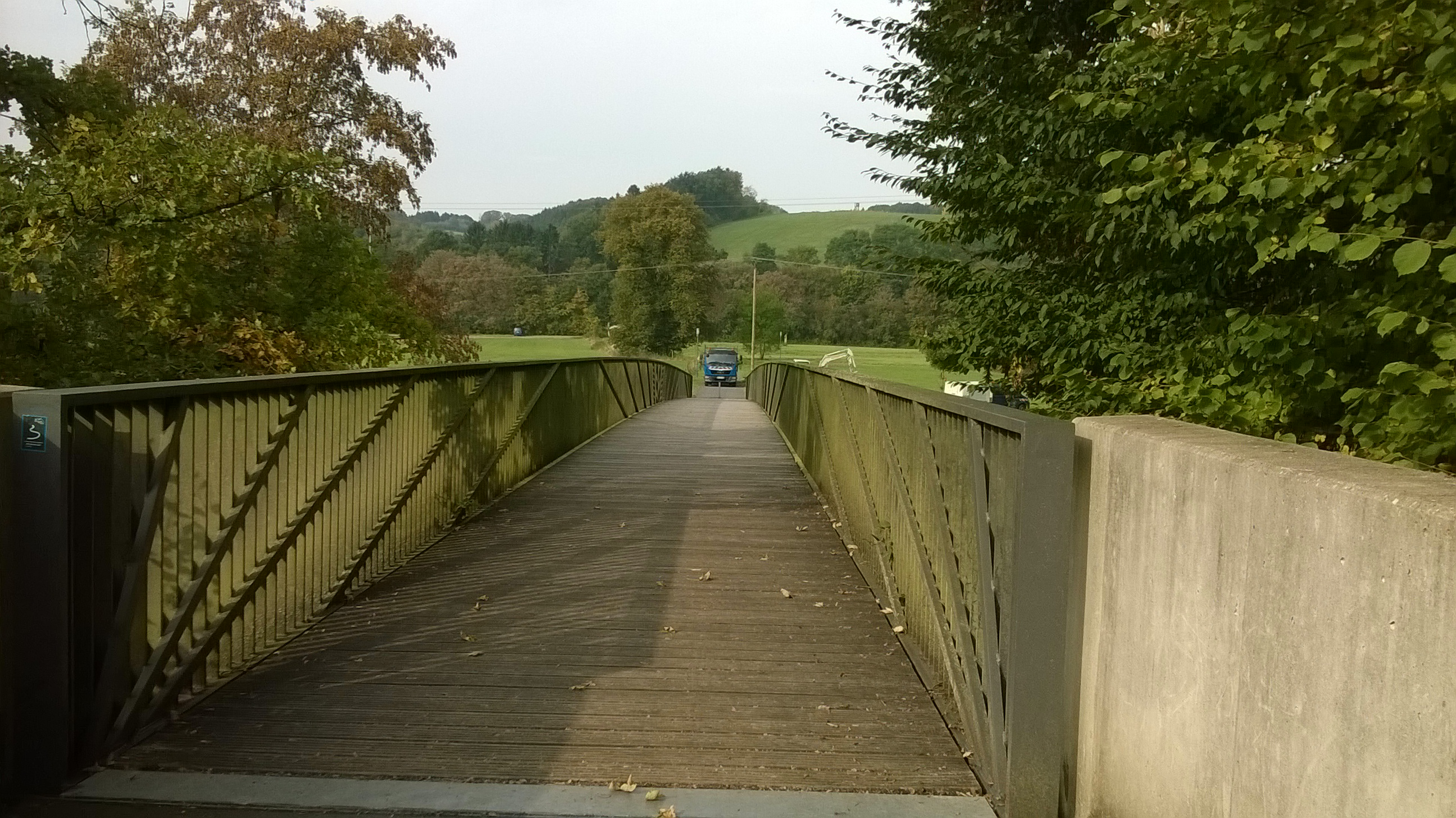
Brücke nach Gut Eichthal